# Botia lohachata
Botia lohachata és una espècie de peix de la família dels cobítids i de l'ordre dels cipriniformes.

## Morfologia
- Pot assolir els 11 cm de llargària màxima.[5]
- Cos allargat, lateralment comprimit, més alt que ample, amb poques escates i de color blanc argentat amb línies gruixudes de color negre que tenen la forma de la lletra "Y".
- Presenta una espina petita sortint al costat de l'ull, la qual utilitza en casos extrems com a defensa.[6]
- Les femelles tenen el ventre més arrodonit.[7]

## Reproducció
És ovípar.

## Alimentació
És omnívor.

## Hàbitat
És un peix d'aigua dolça, demersal i de clima tropical (24 °C-30 °C), el qual viu als rierols de fons rocallosos i de grava.

## Distribució geogràfica
Es troba a Àsia: el Pakistan, l'Índia, Bangladesh i el Nepal.

## Costums
En captivitat, és molt actiu (sobretot, durant la nit), emet uns espetecs característics quan menja a la superfície i acostuma a jugar a estar mort fent voltes en cercle o nedant cap per avall.

## Observacions
És inofensiu per als humans i la seua longevitat és de 20 anys.